# Persée

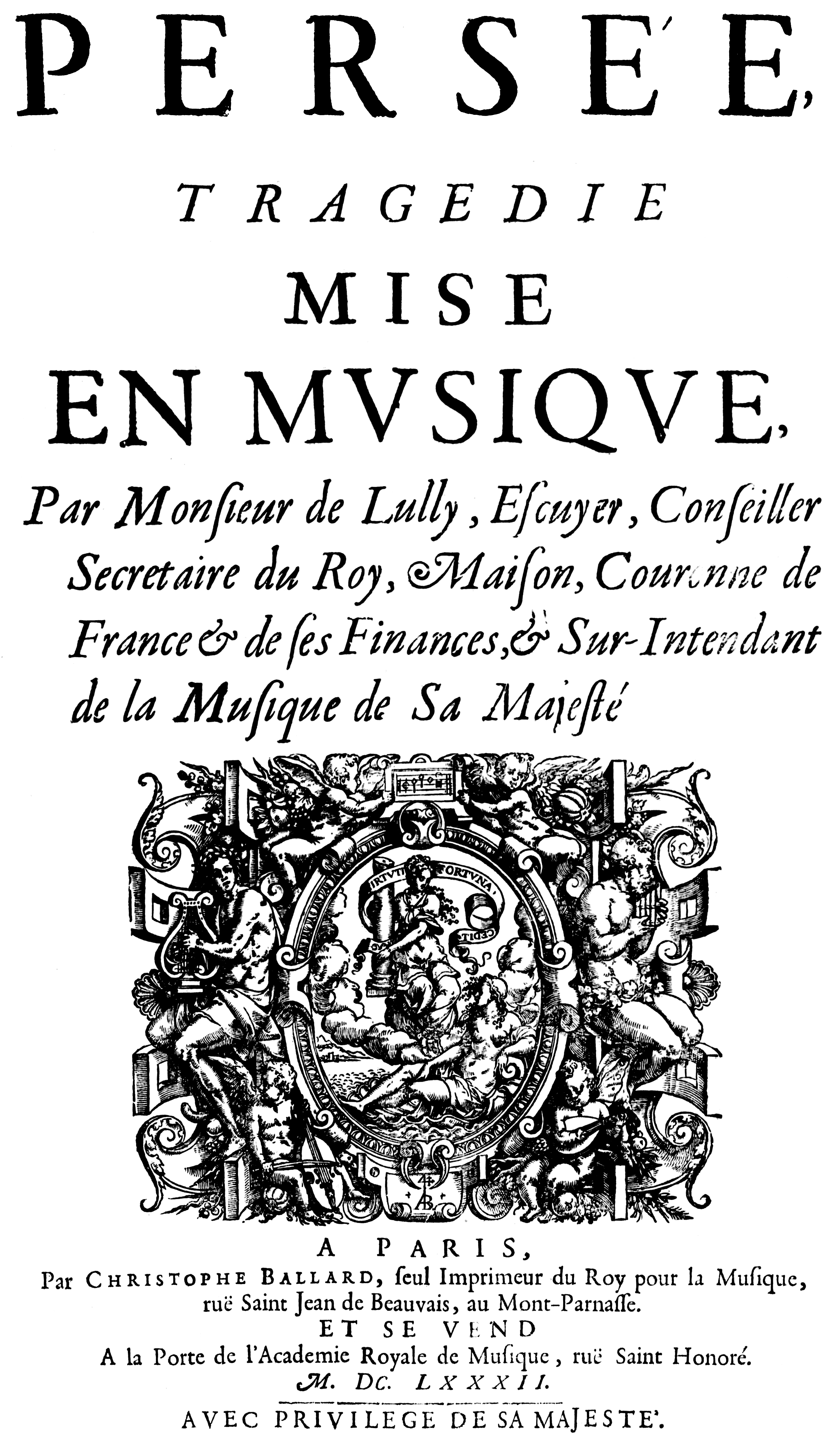
Persée (1682)

Persée (en español, Perseo) es una tragedia lírica con música de Jean-Baptiste Lully, y libreto de Philippe Quinault, que fue estrenada primeramente en el Palacio de Versalles y luego en la Ópera de París en abril de 1682.
Está basada en el mito griego del héroe del mismo nombre. La obra relata la relación entre Perseo y Andrómeda, aunque el primero es amado secretamente por Merope. Para poder obtener el amor de Andrómeda, Perseo debe ir en busca de la cabeza de Medusa, un monstruo cuya mirada convertía a los hombres en piedra. Con la ayuda de Hermes (Mercurio), mensajero de los dioses, Perseo mata a Medusa y obtiene la mano de Andrómeda.
Curiosamente el personaje principal, Perseo, canta muy poco en la obra, no más de quince minutos en total, pese a que toda la obra gira en torno a él. Esto se debe a que se buscaba representar al rey Sol, Luis XIV, a quien está dedicada, quien simboliza la estabilidad y el orden contra las fuerzas enemigas que en ese entonces amenazaban Francia.
La obra se ha repuesto con escasa regularidad, pero generalmente se omite una introducción, precedente de nuestra actual obertura.

## Personajes
| Personaje | Tesitura                         | Reparto del estreno, 18 de abril de 1682 |
| --- | -------------------------------- | ---------------------------------------- |
| Persée hijo de Júpiter y Dánae | haute-contre                     | Louis Gaulard Dumesny                    |
| Andromède hija de Céphée | soprano                          | Marie Aubry                              |
| Phinée, hermano de Céphée | bajo                             | François Beaumavielle                    |
| Mérope, hermana de Cassiope | soprano                          | Marie Le Rochois                         |
| Phronime, ayudante de la Virtud | tenor (baritenor)                |                                          |
| Mégathyme, ayudante de la Virtud | haute-contre                     |                                          |
| Virtud | soprano                          |                                          |
| Fortuna | soprano                          |                                          |
| Céphée, rey de Etiopía | bajo/barítono                    |                                          |
| Cassiope, reina de Etiopía | soprano                          | Mlle Bluquette                           |
| Amphimédon, un etíope | barítono                         |                                          |
| Corite, un etíope | haute-contre                     |                                          |
| Proténor, un etíope | barítono                         |                                          |
| Un cíclope | barítono                         |                                          |
| Una ninfa guerrera | soprano                          |                                          |
| Una divinidad infernal | bajo                             |                                          |
| Mercure | haute-contre                     |                                          |
| Méduse, una górgona | tenor (baritenor)                | Claude Desvoyes                          |
| Euryale, una górgona | haute-contre                     |                                          |
| Sténone, una górgona | bajo                             |                                          |
| Idas, un marinero en el barco de Céphée | bajo                             |                                          |
| Sumo sacerdote de Hymenée (sacerdote de boda) | tenor (baritenor)                |                                          |
| Vénus | soprano                          |                                          |
| L'amour (Amor) | soprano                          |                                          |
| L'hymen (Himeneo, matrimoniio) | soprano                          |                                          |
| Triton, secuaz de Neptune | bajo                             |                                          |
| Etíopes (cuarto acto) | haute-contre y tenor (baritenor) |                                          |
| Seguidores de la Virtud y la Fortuna, seguidores de Cassiope, jóvenes de los juegos, espectadores, ninfas guerreras, deidades infernales, fantasmas, etíopes, tritones y nereidas, héroes victoriosos (coro/ballet) |                                  |                                          |

## Argumento
Acto I: El Palacio del Rey y la Reina Casiopea de Etiopía
El Rey Cefeo expresa el terror que su pueblo siente por Medusa, cuyo pelo es de serpientes, y por el cual cualquier persona que la mire se ve convertida en piedra. La diosa Juno había enviado a Medusa para castigar a la Reina Casiopea por su insolencia al comparar su propia belleza con la diosa. En un esfuerzo por apaciguar la ira de Juno, Casiopea ha preparado una celebración de juegos en su honor. En ese momento se hace saber que Merope, la hermana de la reina, ama secretamente a Perseo. Sin embargo, Perseo ama y es amado por Andrómeda, la hija del rey. Andrómeda está prometida a Fineo, su tío, quien consumido por los celos, la acusa de no corresponder a su amor, ante la sospecha de que ella ama a otro. Andrómeda le calma y le asegura que ella va a cumplir con su deber de amarlo. A medida que el acto termina, nos enteramos de que Juno ha rechazado los sacrificios realizados en su honor. Mensajeros llegan con la terrible noticia de que Medusa ha cobrado más víctimas.
Acto II: Los Jardines del Palacio
Cefeo anuncia que Perseo luchará contra Medusa para liberar a Etiopía de su terror; si tiene éxito, él hará suya a Andrómeda. Fineo se indigna. Andrómeda y Merope confiesan su mutuo amor por Perseo y oran por su regreso seguro. Cuando Andrómeda y Perseo se dicen adiós, ella no puede abstenerse de confesar que sólo lo ama a él. Mercurio asegura a Perseo la ayuda de todos los dioses (excepto Juno). Un grupo de Cíclopes trae a Perseo una espada forjada por Vulcano, ninfas guerreras traen un escudo de diamante de Palas, y Espíritus salvajes del bajo mundo le traen el yelmo de Plutón, que lo hace invisible y le permitirá acercarse a Medusa sin que se convierta en piedra.
Acto III: La morada de las Gorgonas
Medusa relata cómo una vez fue una hermosa mujer conocida por su hermoso cabello, y cómo se convirtió en un monstruo con pelo de serpiente por obra de la diosa Palas Atenea, que estaba celoso de ella. Llega Mercurio, quien lanza un hechizo que hace dormir a Medusa y las Gorgonas, quienes no pueden resistir el hechizo, pese a sus esfuerzos. Usando el escudo de Atenea como un espejo para evitar contemplar a Medusa, Perseo la decapita. Usando el casco de Plutón para hacerse invisible, Perseo huye de la ira de las Gorgonas, llevando la cabeza de Medusa.
Acto IV: Una costa rocosa en Etiopía
Los etíopes están celebrando y esperando al victorioso Perseo en una costa rocosa. Se inicia una tormenta, y el marinero Idas entra para anunciar que la furiosa Juno, junto con Neptuno, están decididos a sacrificar a Andrómeda a un monstruo marino. Fineo dice que preferiría ver a Andrómeda muerta antes que en los brazos de su rival, confesando que el amor ha muerto en su corazón. Ante la desesperación del rey, los tritones encadenan a Andrómeda a una roca. En el último momento, Perseo vuela hacia el monstruo, se acerca y lo mata. La tormenta termina y los etíopes celebran la victoria.
Acto V : Una sala de recepción preparado para la boda de Perseo y Andrómeda
Merope, devastada, anhela la muerte, a la que se le une Fineo. Los dos conspiran para vengarse de Perseo con la ayuda de Juno. A medida que el Sumo Sacerdote comienza la ceremonia de la boda, Merope se arrepiente de su traición y advierte que los asesinos de Fineo y que matarán a Perseo se están acercando. Los invitados a la boda huyen. En la batalla, Merope es golpeada por una flecha y muere. Con la ayuda de Juno, la batalla va a favor de Fineo; sin embargo, Perseo utiliza la cabeza de la Gorgona para convertir a su enemigo en piedra.
La escena cambia al palacio de Venus. Venus desciende de los cielos para anunciar que la ira de Juno se ha aplacado y que los etíopes ahora pueden vivir en paz. Mientras Cefeo, Casiopea, Perseo y Andrómeda se ciernen sobre alas de Mercurio, los etíopes celebran con bailes y cantos.
- Datos: Q3376129
- Multimedia: Persée (Lully) / Q3376129